# مایکل اولری
مایکل اولری، (به انگلیسی: Michael O'Leary) (زاده ۲۰ مارس ۱۹۶۱) کارآفرین و مدیر ارشد اجرایی ایرلندی است، که در حال حاضر به‌عنوان مدیر عامل اجرایی شرکت رایان‌ایر فعالیت می‌نماید.